# 白のクレイトス
白のクレイトス（希: Kλείτoς Λευκός、ラテン文字表記：Kleitos Leukos、? - 紀元前318年）は、マケドニア王アレクサンドロス3世の家臣であり、ディアドコイの一人である。同名のクレイトス（黒のクレイトス）と区別してアレクサンドロスによって「白」とあだ名された。
クレイトスはアレクサンドロス3世の東征に参加したようであり、紀元前323年にクレイトスは一旦除隊し、クラテロスに率いられて他の除隊兵と共にマケドニアへと帰ろうとした。同年にアレクサンドロスが死去し、クラテロスに率いられてギリシアに渡ったクレイトスは、ラミア戦争にてマケドニア艦隊の指揮官として反乱軍と戦い、エキナデス諸島沖での2度の戦いでアテナイの提督エエティオンを破った。
クレイトスはペルディッカス派に属していたようであり、紀元前321年にペルディッカスがエジプト遠征をする際、後背の憂いをなくすため小アジアに自分の味方を配置した時に、クレイトスは艦隊の指揮権を与えられた。同年にペルディッカスはエジプトで部下によって暗殺され、彼の対立者たちはトリパラディソスの軍会で地位と属領の再分配を行った。その時、ペルディッカス派の家臣たちの多くが死を宣告され、討伐の対象となる中、クレイトスは保身に成功したようであり、リュディア太守位を得た。
アンティパトロスの死後、カッサンドロスとポリュペルコンが後継者争いを起こした際、彼はポリュペルコンを支持した。紀元前319年、カッサンドロス派と結んだアンティゴノスが彼の所領を奪おうと進撃した時、彼は主要都市に守備隊を置き、ポリュペルコンに国での事件を報告するためマケドニアへ出港した。
紀元前318年、ポリュペルコンがメガロポリスで戦った後、ポリュペルコンはアンティゴノス軍のヨーロッパ通過を妨害し、ヘレスポントス・フリュギア太守アリダイオスとの合流を果たすために艦隊と共にクレイトスをトラキア沿岸へ送った。クレイトスは、カッサンドロスによって派遣されたニカノルとビュザンティオン近郊で戦い、圧勝した。しかしこの勝利で彼は慢心し、兵士に陸への上陸と野営を許した。そのため、彼はアンティゴノスとニカノルの奇襲を受け、彼の乗る一隻を除く全ての艦船を失った。それでも無事に海岸に着いたクレイトスはマケドニアへと進んだが、途上リュシマコスの兵士たちによって殺害された。
クレイトスは、アテナイオスとアエリアヌスによって、その派手と贅沢さが記録されている。